# Спирка
Спирка е място по маршрута на превозно средство от обществения транспорт, на което то престоява, за да могат пътниците да слизат и да се качват.
Местата, на които превозните средства престояват по други причини (например пред светофар), не са спирки.
Обикновено крайните спирки по маршрута са пригодени за по-продължителен престой с цел спазване на разписанието за движение по маршрута, почивка на водача, дребни ремонти, техническо обслужване и др.
Железопътните спирки не се обслужват от ръководител на движението.